# Campeonato Europeo de Judo de 1972
El XX Campeonato Europeo de Judo se celebró en Voorburg (Países Bajos) entre el 12 y el 13 de mayo de 1972 bajo la organización de la Unión Europea de Judo (EJU) y la Federación Neerlandesa de Judo.

## Medallistas

### Masculino
| Evento            | Oro                          | Plata                        | Bronce                                                   |
| ----------------- | ---------------------------- | ---------------------------- | -------------------------------------------------------- |
| –63 kg            | Jean-Jacques Mounier Francia | Serguei Suslin URSS          | Serguei Melnichenko URSS Karl-Heinz Werner RDA           |
| –70 kg            | Dietmar Hötger RDA           | Anatoli Novikov URSS         | Marian Talaj · Polonia · Albert Verhulsdonk · RFA        |
| –80 kg            | Jean-Paul Coche Francia      | Guram Gogolauri URSS         | László Ipacs · Hungría · Andrei Tsiupachenko · URSS      |
| –93 kg            | Angelo Parisi Francia        | Jan Bosman · Países Bajos    | Ernst Eugster · Países Bajos · Yevgueni Solodujin · URSS |
| +93 kg            | Willem Ruska · Países Bajos  | Guivi Onashvili URSS         | Vitali Kuznetsov URSS Santiago Ojeda Pérez España        |
| Categoría abierta | Willem Ruska · Países Bajos  | Jean-Claude Brondani Francia | Klaus Hennig RDA Serguei Novikov URSS                    |

## Medallero
| Núm. | País         | Oro | Plata | Bronce | Total |
| ---- | ------------ | --- | ----- | ------ | ----- |
| 1    | Francia      | 3   | 1     | 0      | 4     |
| 2    | Países Bajos | 2   | 1     | 1      | 4     |
| 3    | RDA          | 1   | 0     | 2      | 3     |
| 4    | URSS         | 0   | 4     | 5      | 9     |
| 5    | RFA          | 0   | 0     | 1      | 1     |
| 5    | España       | 0   | 0     | 1      | 1     |
| 5    | Hungría      | 0   | 0     | 1      | 1     |
| 5    | Polonia      | 0   | 0     | 1      | 1     |
|      | TOTAL        | 6   | 6     | 12     | 24    |